# Gymnopleurus gemmatus
Gymnopleurus gemmatus es una especie de escarabajo del género Gymnopleurus, familia Scarabaeidae. Fue descrita científicamente por Harold en 1871.
Se distribuye por la región paleártica (Afganistán) y oriental. Habita en India y Sri Lanka.